# Most Garbarzy w Tiranie
Most Garbarzy (alb. Ura e Tabakëve) – najstarszy zachowany most w Tiranie, pochodzący z czasów osmańskich. Zbudowany z kamiennych bloków most ma trzy przęsła i długość 8 m. Most łączy współczesne centrum miasta z jego częścią wschodnią.
Most Garbarzy został wzniesiony pod koniec XVIII wieku, w sąsiedztwie niezachowanego do dziś Meczetu Garbarzy (Xhamia e Tabakëve), nad rzeką Laną. Całkowita długość mostu wynosi 9 metrów, wznosił się 3.5 m ponad lustro wody. Pokryty kostką z kamieni rzecznych był częścią Drogi Świętego Jerzego (Rruga e Shëngjergjit) prowadzącej z Tirany w kierunku wschodnim, w stronę Debaru. Tą drogą sprowadzano do miasta produkty rolne i żywy inwentarz. W sąsiedztwie mostu znajdowały się garbarnie i sklepy mięsne. 

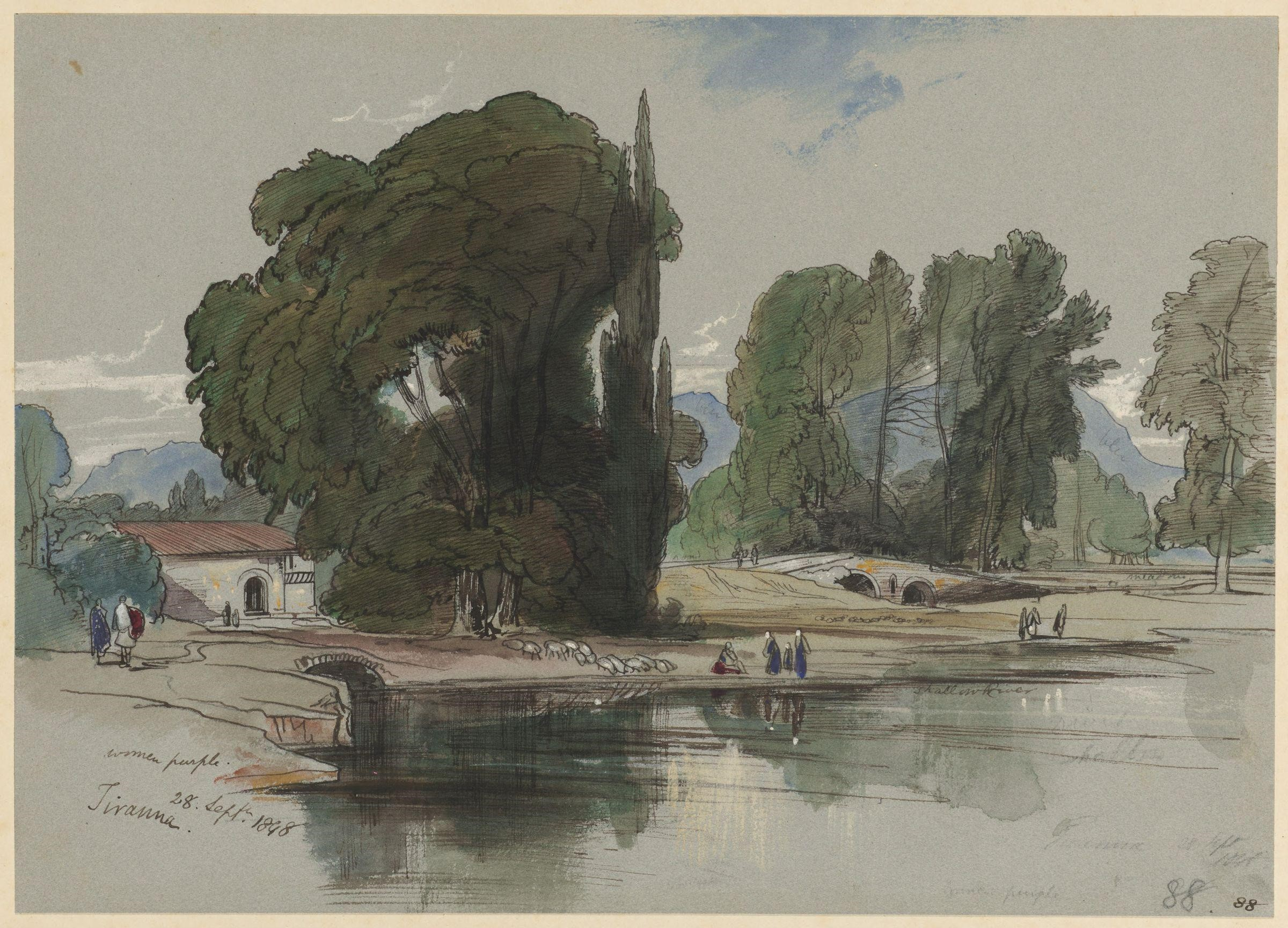
Most Garbarzy na obrazie Edwarda Leara (1848)

W latach 30. XX wieku władze Tirany zdecydowały o uregulowaniu przepływającej przez miasto rzeki Lany. Odrestaurowany przez włoskiego architekta Gino Cancelottiego most oddalił się od biegu rzeki i przestał być użyteczny jako miejsce przeprawy. W latach 90. XX w. most został ponownie odrestaurowany i przeznaczony dla ruchu pieszego. Prace archeologiczne prowadzone w 2007 pozwoliły na odkrycie pierwotnych fundamentów mostu i ulokowanego w jego sąsiedztwie sztucznego stawu. Uznany za zabytek podlega ochronie prawnej.